# Johannes van den Aveelen

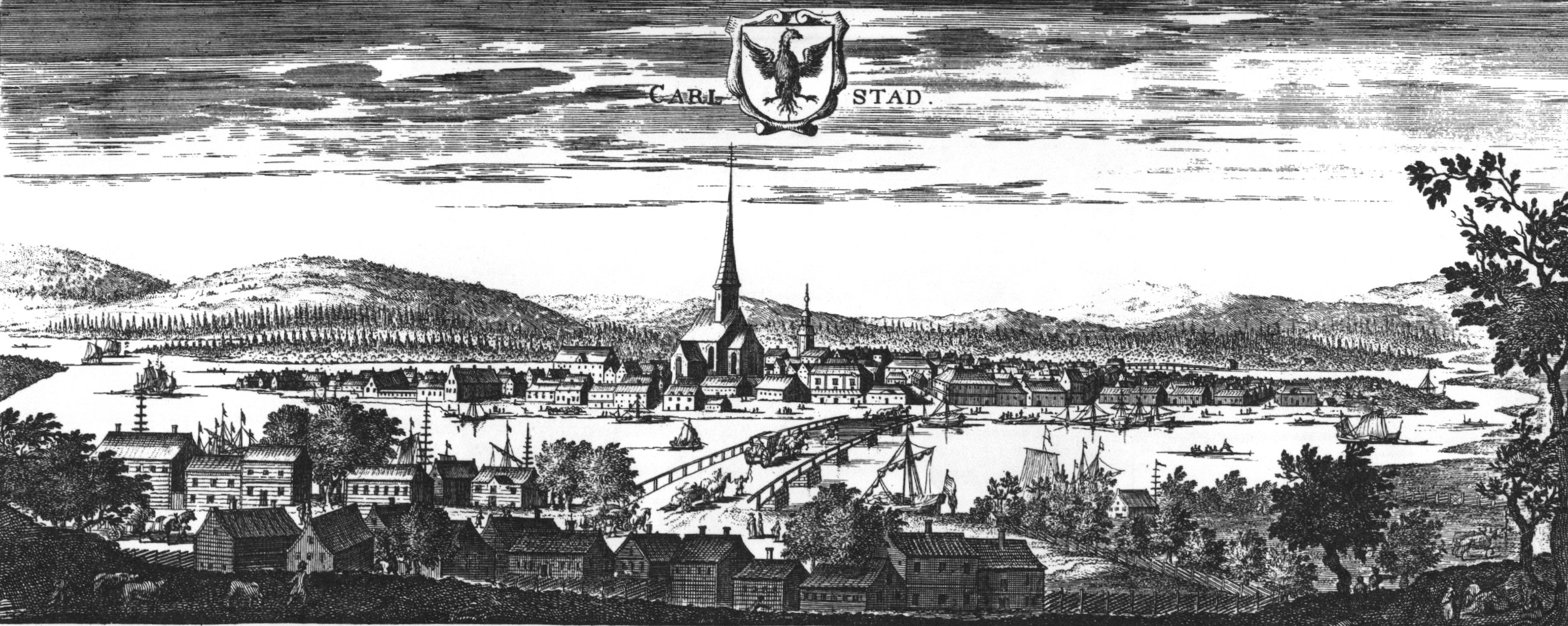
Kopparstick av Karlstad i Suecia Antiqua et Hodierna.

Johannes van den Aveelen (även Jan van den Aveelen eller Johan van den Aveele, Avelen, Avele), född cirka 1650 i Leiden i Republiken Förenade Nederländerna, död 18 maj 1727 i Stockholm, var en holländsk kopparstickare, etsare och tecknare.
Med sin landsman Willem Swidde (1661-1697) gjorde han gravyrer för Suecia Antiqua et Hodierna ("Fordna och Närvarande Sverige"), inklusive skildringar av offentliga byggnader och stadsbilder i Stockholm och andra svenska städer.
Aveelen blev inkallad till Sverige 1698 för att efter Willem Swiddes död biträda vid utförandet av Erik Dahlberghs stora praktverk, Suecia antiqua et hodierna, i vilket han har arbetat med omkring 160 blad. Både i Holland och i Sverige gjorde han även en mängd andra gravyrer. Kopparstickaren Erik Geringius var hans lärjunge. Det verkade som om han hamnade i små omständigher mot slutet av sitt liv. Han dog i Stockholm 1727.
Aveelen kom från Holland 1698 för att bistå Erik Dahlbergh i arbetet med verket Suecia antiqua et hodierna, och arbetade på Suecian fram till 1715. Han är representerad vid bland annat Nationalmuseum i Stockholm.
Änkan Maria upplät på 1730-talet sin Södermalmsvåning till sekten Gråkoltarna.

## Kopparstick av Johannes van den Aveelen iSuecia Antiqua

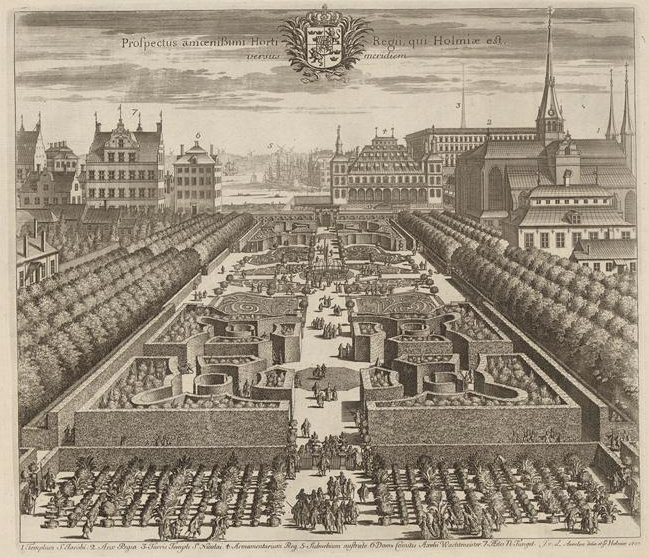
Kungsträdgården från norr år 1700, Stockholm.
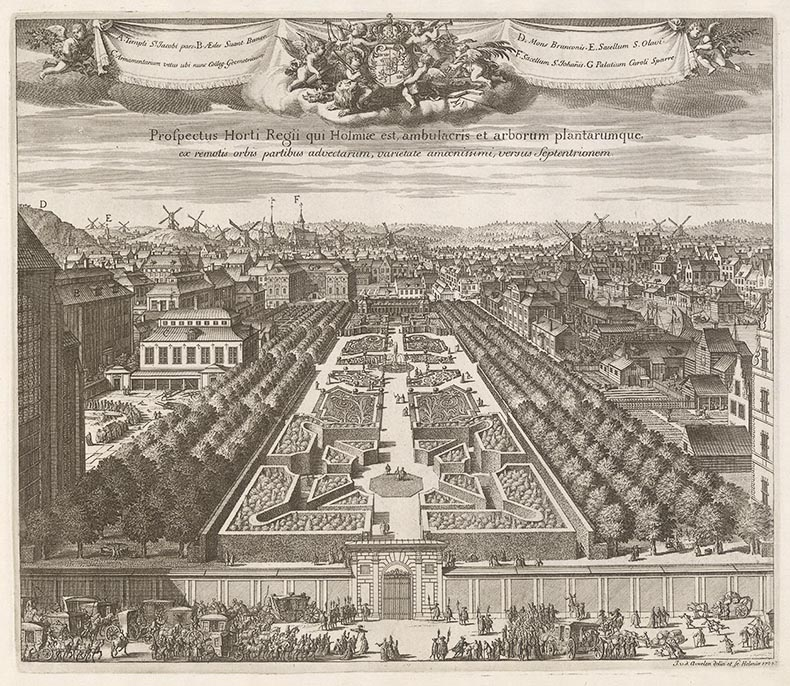
Kungsträdgården från söder år 1700, Stockholm.
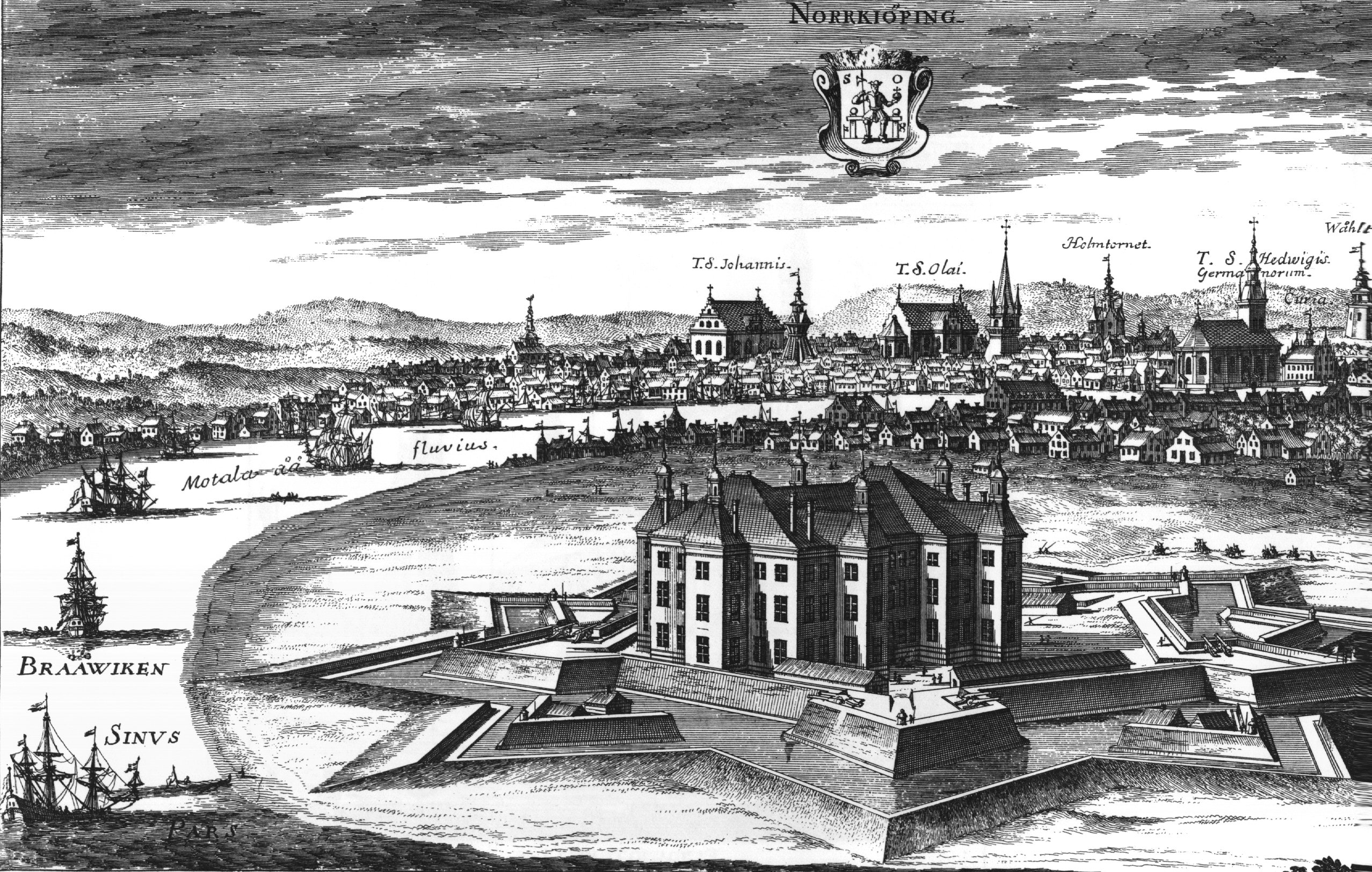
Kopparstick av Norrköping.
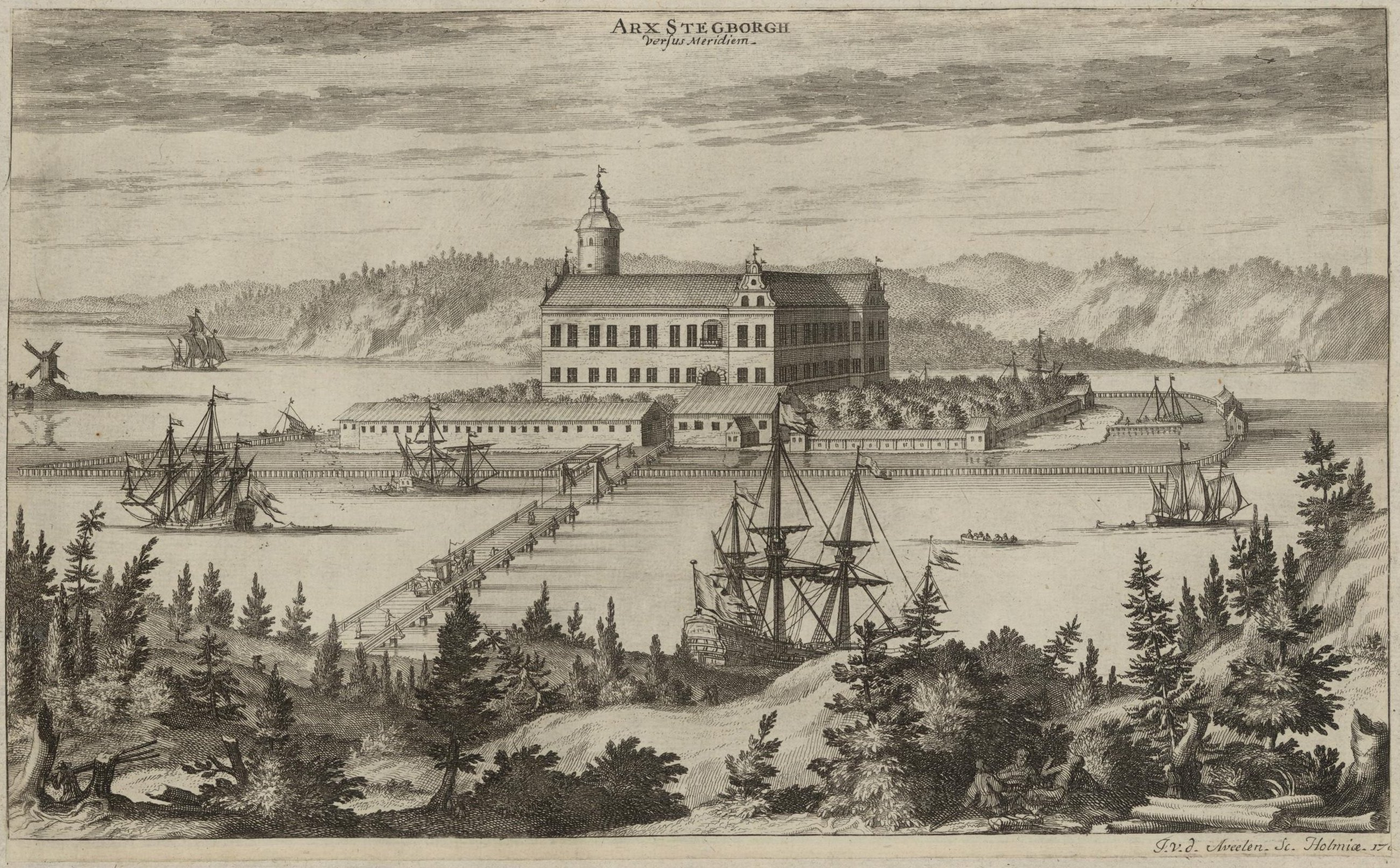
Stegeborgs slott, Östergötland. omkring år 1700.
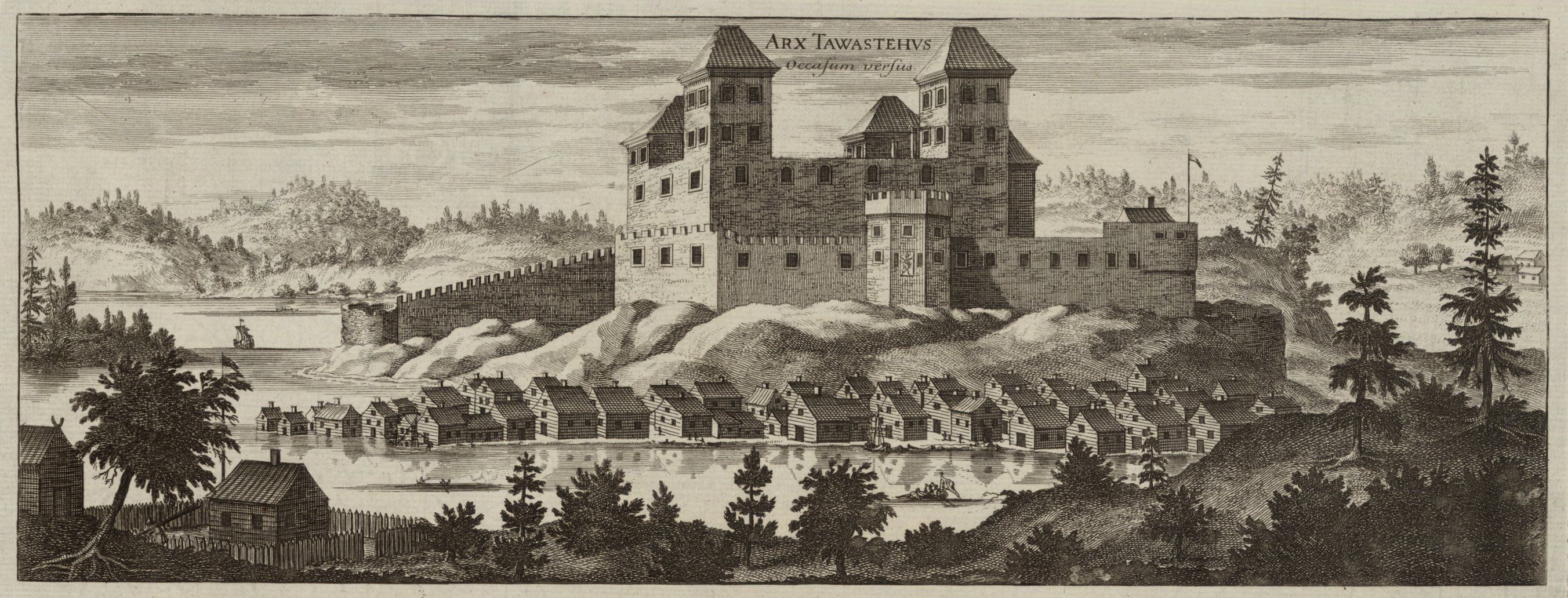
Tavastehus slott, Finland från väster.